# Confuciusornis
Confuciusornis (il cui nome significa "uccello di Confucio") è un genere estinto di uccello primitivo, della famiglia dei confuciusornithidi, vissuto nel Cretaceo inferiore, circa 125-120 milioni di anni fa (Aptiano), in quelle che oggi sono le Formazioni Yixian e Jiufotang, della Cina. Il genere Confuciusornis comprende cinque specie: la specie tipo C. sanctus, C. dui, C. feducciai, C. jianchangensis e C. shifan. 
Come gli uccelli moderni, Confuciusornis possedeva un becco privo di denti. Il fatto che i parenti più prossimi degli uccelli moderni come Hesperornis e Ichthyornis possedessero becchi dentati, indica che la perdita dei denti in Confuciusornis è un'evoluzione convergente con gli uccelli moderni, facendo così dell'animale il più antico uccello privo di denti conosciuto. Delle dimensioni di un corvo, Confuciusornis prende il nome dal filosofo cinese Confucio (551-479 a.C.). 
Confuciusornis è uno dei vertebrati più abbondanti ritrovati nella Formazione Yixian: ne sono stati ritrovati centinaia di esemplari completi e articolati.

## Descrizione

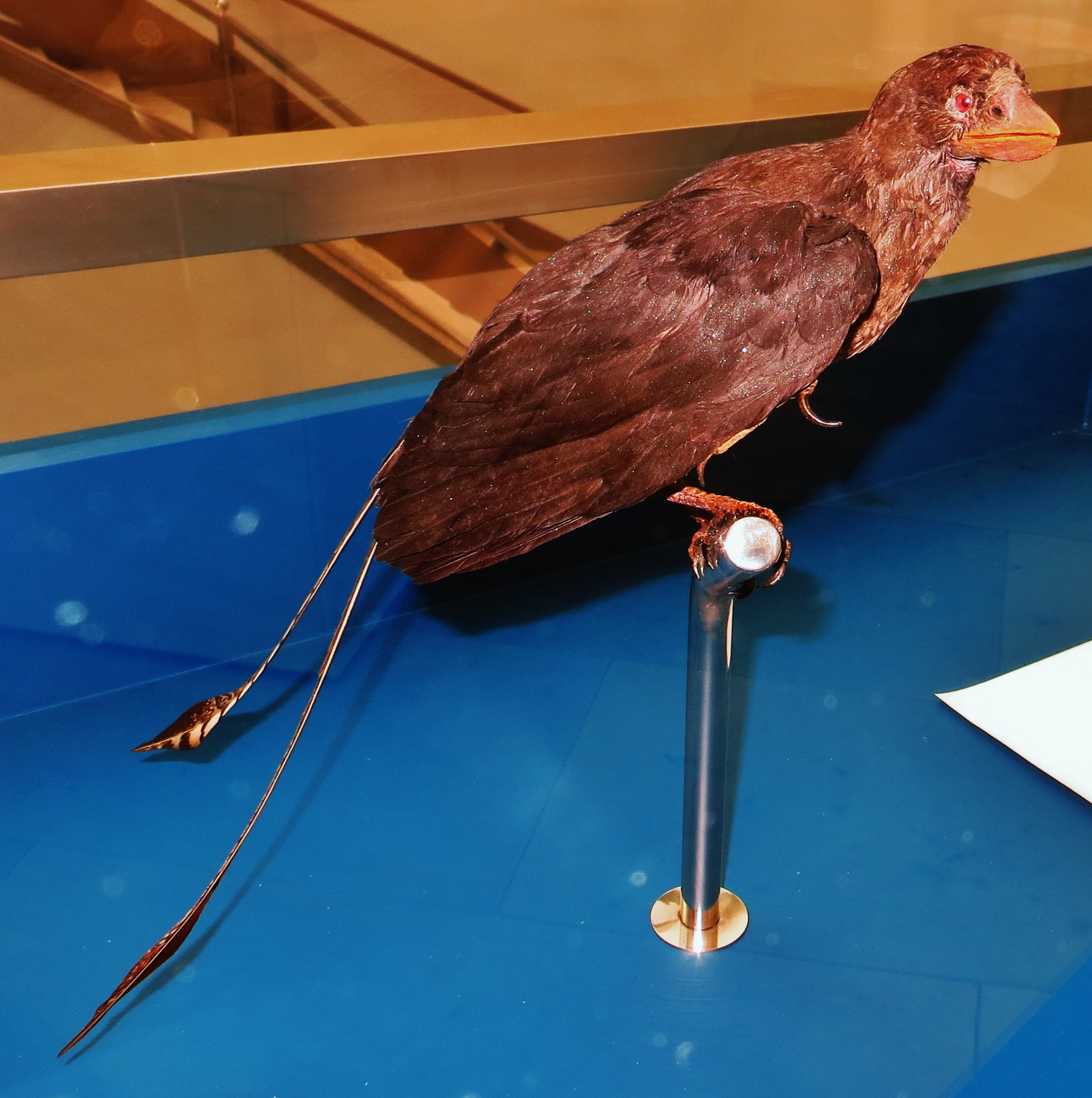
Ricostruzione museale

Confuciusornis era dotato di un becco senza denti simile a quello degli uccelli attuali, a differenza di alcuni parenti prossimi ai moderni uccelli come Hesperornis e Ichthyornis che invece erano dotati di denti. Questo potrebbe indicare che la perdita dei denti è avvenuta in maniera convergente in Confuciusornis e negli uccelli contemporanei.
Le specie descritte di Confuciusornis accettate dalla comunità scientifica sono:
- C. sanctus
- C. dui
- C. shifan[3]

Ce ne sono altre due in fase di discussione che potrebbero essere varietà di C. sanctus:
- C. chuonzhous
- C. suniae

Un parente prossimo, Changchengornis hengdaoziensis, è vissuto alla stessa epoca e nello stesso luogo. Anche Changchengornis aveva la coda composta da lunghe piume e un piumaggio abbondante. Analisi statistiche recenti basate sull'attribuzione di relazioni evolutive a partire da similitudini indicano che Confuciusornis sia imparentato più da vicino con Microraptor e con altri dinosauri, che con Archaeopteryx. In ogni caso è sicuro che non si è evoluto da Archaeopteryx.

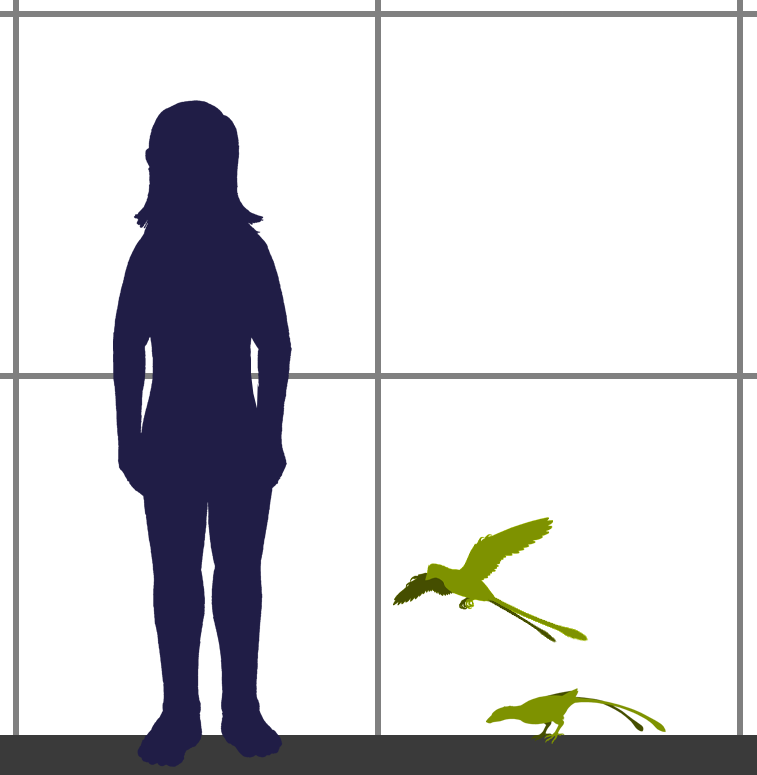
Dimensioni di Confuciusornis paragonate alla figura umana

## Scoperta e investigazione
Nel 1993, sono stati scoperti i primi resti fossili di un uccello lungo 30cm in una zona prossima a Sihetun e Jianshangou, vicino alla città di Beipiao, in Cina. Nel 1995 questi resti sono stati identificati come Confuciusornis sanctus (uccello santo di Confucio) da un gruppo di ricercatori cinesi di Hou Lianhai. Da allora il giacimento di Sihetun ha restituito una gran quantità di resti di uccelli fossili: tra il 1993 e il 2000 sono stati ritrovati più di 1000 esemplari di Confuciusornis. C. sanctus non è l'unica specie scoperta in questo giacimento; tra il 1997 e il 1999 il gruppo di ricercatori ha descritto altre tre specie, anche se ci sono controversie su due di queste.
Nello stesso giacimento sono stati scoperti anche altri tipi di uccelli: Liaoningornis nel 1996, e  Changchengornis nel 1999. Verso la fine del XX secolo molti fossili di uccelli sono stati rubati da cercatori di fossili. Si stima che, prima della protezione della zona di Beipiao, centinaia di specie siano state scavate illegalmente e vendute all'estero.
Inizialmente si riteneva che le rocce della formazione geologica di Yixian o Jehol, alle quali appartengono i livelli con i giacimenti di Sihetun e Jianshangou, fossero databili contemporaneamente alla formazione geologica di Solnhofen limestone dalla quale proveniva Archaeopteryx. Nel 1999 però sono stati pubblicati i risultati della datazione radiometrica che indicavano una datazione più antica per tutto il massiccio di Jehol, indicando Confuciusornis come l'uccello anatomicamente più moderno.

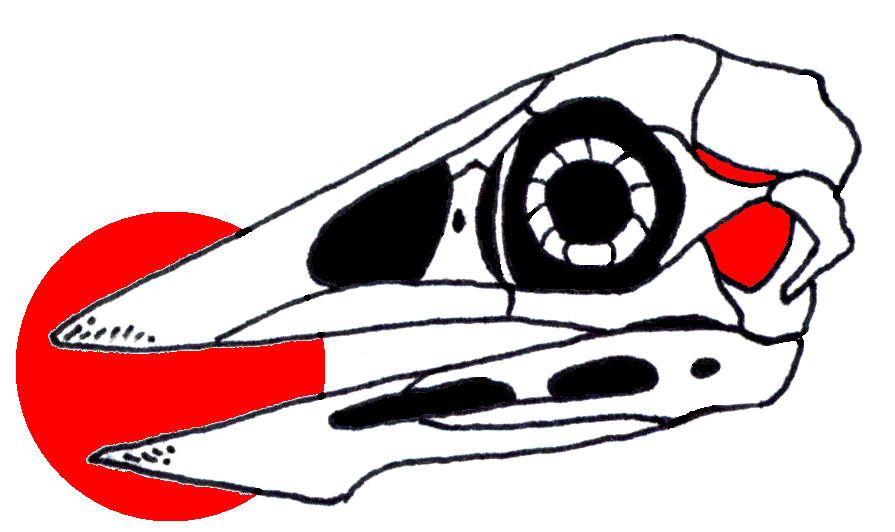
Ricostruzione del cranio di C. sanctus. In rosso sono indicati il becco senza denti e le finestre craniche posteriori.

## Anatomia comparata
A partire dagli anni ‘80, quando Archaeopteryx è stato classificato in maniera distinta sia dal punto di vista morfologico e temporale rispetto ad altri fossili di uccelli conosciuti, sono stati scoperti molti fossili di transizione che hanno riempito i vuoti esistenti. Tra questi c'era Confuciusornis.
L'aspetto di Confuciusornis presenta alcune analogie con Archaeopteryx; è una forma di transizione con alcune caratteristiche plesiomorfiche (ancestrali) alcune delle quali erano già accennate negli antenati degli uccelli (dinosauri teropodi) e caratteristiche apomorfiche (derivate) che apparirono durante l'evoluzione degli uccelli.
| Tavola 1: Comparazione delle caratteristiche ancestrali e derivate di Confuciusornis con altri gruppi |                              |                    |                                 |                                     |
| Caratteristiche anatomiche                                                                            | Dinosauri teropodi Theropoda | Archaeopteryx      | Confuciusornis                  | Uccelli superiori (Ornithothoraces) |
| Denti                                                                                                 | molti                        | +                  | -                               | molti Uccelli cretacei              |
| Doppia finestra cranica posteriore (diapsidi)                                                         | +                            | -                  | +                               | -                                   |
| Coda corta con pigostilo, osso formato dalla fusione delle vertebre della coda                        | pochi                        | -                  | +                               | +                                   |
| Clavicole saldate (Furcula)                                                                           | alcuni (forma di boomerang)  | forma di boomerang | forma di boomerang              | forma a V, forma a forchetta        |
| Coracoide a forma di cintura                                                                          | -                            | -                  | +                               | +                                   |
| Sterno carenato                                                                                       | -                            | -                  | -                               | + (in uccelli volatori)             |
| Costole confluenti nello sterno                                                                       | con uno                      | -                  | +                               | +                                   |
| Costole addominali (Gastralia)                                                                        | +                            | +                  | +                               | -                                   |
| Costole unciformi                                                                                     | in uno                       | -                  | +                               | in molti                            |
| Omero dilatato alla base con cresta deltopettorake perforata (autoapomorfia)                          | -                            | -                  | +                               | -                                   |
| Ossa medie della mano I-III del carpo-metacarpo, saldati                                              | -                            | -                  | + (Saldati solo fino alla base) | +                                   |
| Ossa medie del piede II- IV saldate (Tarso metatarso)                                                 | con uno                      | +                  | +                               | +                                   |
| Osso medio del piede V presente                                                                       | +                            | +                  | +                               | -                                   |
| Piume di volo attivo, asimmetriche                                                                    | alcune                       | +                  | +                               | +                                   |
| Alula (nº di piume)                                                                                   | scarse                       | -                  | -                               | +                                   |

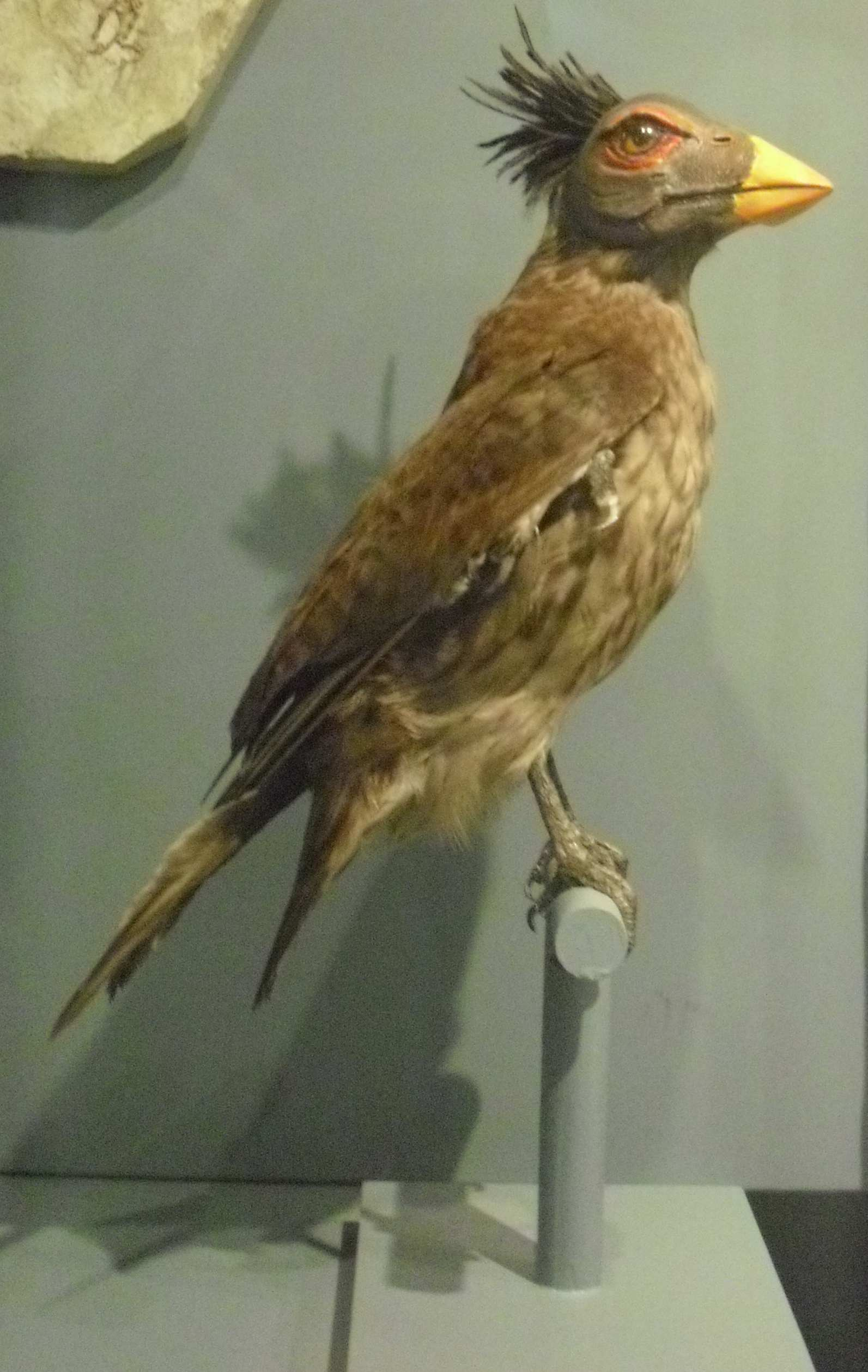
Ricostruzione museale di Confuciosornis sanctus

Il cranio presenta un'insolita combinazione di caratteristiche: mentre il becco di Confuciusornis analogamente agli uccelli attuali non aveva denti, altri uccelli più moderni come Liaoningornis e Yanornis ne erano invece dotati. D'altro canto, la zona posteriore del cranio presentava analogie con i rettili diapsidi, presentando due finestre temporali in ogni lato del cranio posizionate dietro alle orbite oculari. 
Il petto di Confuciusornis era rinforzato dalla forcella (fusione delle clavicole in un unico osso) saldata alle costole a loro volta saldate allo sterno. La forcella non aveva forma di forchetta ma di boomerang, come in Archaeopteryx e in altri teropodi non aviari.
Confuciusornis è il dinosauro volante più antico con un apparato di volo quasi moderno. Lo studio del suo scheletro inoltre fornisce informazioni preziose sulla trasformazione dell'artiglio in una “mano volante”. 
Il dinosauro teropode ancestrale aveva tre dita funzionali nella mano: pollice, indice e medio. Gli uccelli mantengono queste tre dita privilegiando la funzione del volo a scapito della funzione prensile. Confuciusornis conserva artigli funzionali nelle dita pollice e medio mentre l'indice, il dito che sostiene le piume del volo, è formato da ossa piatte a larghe ed è dotato di un artiglio più piccolo. Le dita pollice e medio di Confuciusornis possono chiudersi una sull'altra permettendogli di volare senza perdere del tutto la capacità di afferrare. 
Lo studio dei fossili di Confuciusornis mostra che aveva un omero eccezionalmente lungo con una placca ossea all'estremità superiore dotata di una caratteristica apertura ovale che potrebbe aver contribuito a ridurre il peso dell'osso.
Confuciusornis e Sapeornis si differenziano da Archaeopteryx, Rahonavis e Jeholornis per l'accorciamento della coda e lo sviluppo del pigostilo derivato dalla fusione delle ultime vertebre della coda. Questa modifica dello scheletro rappresentava un vantaggio per il volo.
La forcella era un osso semplice, come in Archaeopteryx. Lo sterno era una placca semplice e di dimensioni ridotte che potrebbe aver avuto una lieve carenatura ma che non sembra potesse fissare una massa muscolare importante. Le scapole erano saldate all'osso coraicodeo e potrebbero aver rappresentato una base abbastanza solida per sostenere la muscolatura adibita al volo. Nessun uccello moderno presenta una struttura simile. 
La spalla era orientata lateralmente invece che con angolo dorsale come negli uccelli moderni: questo significa che Confuciusornis non poteva sollevare le ali al di sopra delle spalle. Così come Archaeopteryx quindi non poteva battere le ali per volare in senso ascendente come fanno gli uccelli attuali.
In alcuni esemplari è stata riscontrata la presenza di lunghe piume agli arti inferiori indicando la presenza di "quattro ali" come in alcuni esemplari di Sapeornis, Cathayornis e Yanornis.

## Capacità di volo e stile di vita
Vari gruppi di paleo-ornitologi hanno affrontato il tema della capacità di volo di Confuciusornis. Dato che l'apparato di volo di Confuciusornis non era il più adatto per spiccare il volo da terra e che invece era dotato di potenti artigli si è ipotizzato che potesse arrampicarsi sugli alberi da dove poi poteva tornare a spiccare il volo.
In contrapposizione con quest'ipotesi si deve notare che, se paragonati a quelli degli uccelli attuali, gli artigli non erano specializzati per la scalata. Inoltre le lunghe penne caudali l'avrebbero ostacolato durante la risalita. Secondo gli oppositori alla teoria di Confuciusornis scalatore, gli adattamenti dello scheletro sarebbero stati sufficienti a permettergli di spiccare il volo direttamente da terra. Peter & Qiang sostengono la teoria secondo cui Confuciusornis avesse una capacità di volo limitata a causa dell'ubicazione scorretta delle grandi ali. Proprio questa stessa caratteristica darebbe credito alla teoria secondo la quale i rappresentanti di questa specie avrebbero potuto essere buoni planatori.

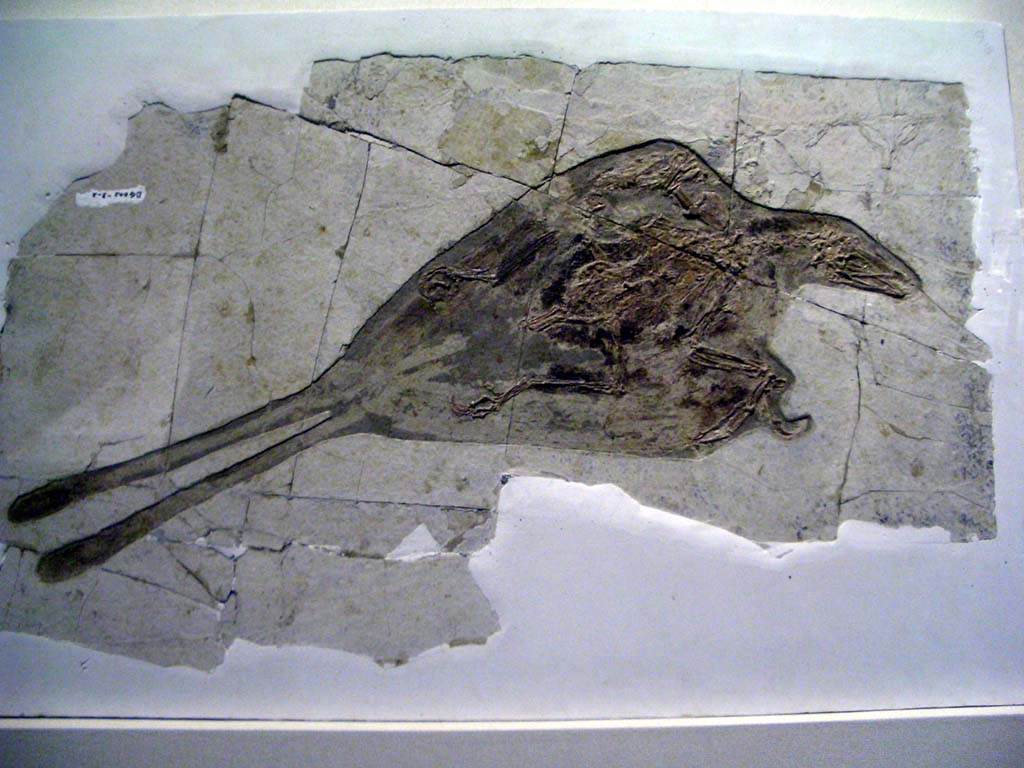
Confuciusornis sanctus con pigostilo di tipo "barra" e le due caratteristiche penne caudali.

Il gruppo di ricercatori guidati da Hou Lianhai ha valutato l'ipotesi che Confuciusornis fosse erbivoro, tuttavia Dalsätt et al. hanno descritto un esemplare di C. sanctus proveniente dalla formazione di Juofotang con prove concrete della sua dieta: diverse vertebre e costole del teleosteo Jinanichthys nella parte cervicale bassa e nel petto indicano che Confuciusornis per lo meno mangiava pesce, oltre ad altri alimenti. Le ossa di pesce probabilmente facevano parte di un bolo di pelle e ossa prodotto dal pasto effettuato da Confuciusornis poco prima di morire. Dalsätt et Al. considerano che, data la morfologia del becco, Confuciusornis fosse onnivoro e che i resti di pesce facessero parte della sua dieta abituale insieme a semi e piante.
La presenza di un'ingente quantità di scheletri di Confuciusornis nei depositi lacustri nel sito paleontologico di Sihetun sembrerebbe indicare che gli uccelli molto probabilmente sostavano lungo le coste dei laghi per passare la notte. In alcune zone sono stati scavati più di 40 esemplari su 100 m² facendo pensare che la loro morte possa essere avvenuta per un disastro naturale, come ad esempio un'esplosione di ceneri vulcaniche.
D'accordo con questa teoria si può dedurre che gli individui di Confuciusornis vivessero in gruppi o si riunissero temporaneamente, come molti uccelli attuali.

### Aspetti generali
- Ursula B. Göhlich, Gerald Mayr: Zu Besuch bei Confuciusornis & Co. in Nordost-China. In: Natur und Museum. Senckenbergische Naturforschende Gesellschaft, Frankfurt M. 131.2001, S. 401-409. ISSN 0028-1301
- Erik Stokstad: Exquisite Chinese Fossils Add New Pages to Book of Life. In: Science. Washington DC 291.2001, S. 232-236. ISSN 0036-8075
- Carl C. Swisher III, Yuan-Qing Wang, Xiao-Lin Wang, Xing Xu, Yuan Wang: Cretaceous age for feathered dinosaurs of Liaoning, China. In: Nature. Macmillan Jounals, London 400.1999, S. 58-61. ISSN 0028-0836
- Zhong-He Zhou, Lian-Hai Hou: The Discovery and Study of Mesozoic Fossil Birds in China. In: Luis M. Chiappe, Lawrence M. Witmer (Hrsg.): Mesozoic Birds. Above the Heads of the Dinosaurs. University of California Press, Berkeley CA 2002, S. 160-182. ISBN 0-520-20094-2

### Anatomia e filogenesi
- Luis M. Chiappe, Shu'an Ji, Qiang Ji, Mark A. Norell: Anatomy and Systematics of the Confuciusornithidae (Theropoda: Aves) from the Late Mesozoic of Northeastern China. In: Bulletin of the American Museum of Natural History. American Museum of Natural History, New York 242.1999. ISSN 0003-0090
- Andrea Goernemann: Osteologie eines Exemplars von Confuciusornis aus der unteren Kreide von West-Liaoning, China. In: Archaeopteryx. Pfeil, Eichstätt (München) 17.1999, S. 41-54. ISSN 0933-288X
- Lian-Hai Hou, Zhong-He Zhou, Larry D. Martin, Alan Feduccia: A beaked bird from the Jurassic of China. In: Nature. Macmillan Jounals, London 377.1995, S. 616-618. ISSN 0028-0836
- Qiang Ji, Luis M. Chiappe, Shu'an Ji: A new Late Mesozoic confuciusornithid bird from China. In: Journal of Vertebrate Paleontology. Chicago Ill 19.1999,1, S. 1-7. ISSN 0272-4634
- Larry D. Martin, Zhong-He Zhou, Lian-Hai Hou, Alan Feduccia: Confuciusornis sanctus compared to Archaeopteryx lithographica. In: Naturwissenschaften. Springer, Berlin-Heidelberg 85.1998, S. 286-289. ISSN 0028-1042
- Qicheng Wu: Fossil Treasures from Liaoning. Geological Publishing House, Beijing 2002. ISBN 0-520-20094-2
- Zhong-He Zhou: The origin and early evolution of birds: discoveries, disputes and perspectives from fossil evidence. In: Naturwissenschaften. Springer, Berlin-Heidelberg 91.2004, S. 455-471. ISSN 0028-1042

### Biostratigrafia del massiccio di Yixian
- Xiao-lin Wang, Yuan-qing Wang, Fu-cheng Zhang, Jiang-Yong Zhang, Zhong-He Zhou, Fan Jin, Yao-Ming Hu, Gang Gu, Hai-Chun Zhang: Vertebrate Biostratigraphy of the Lower Cretaceous Yixian Formation in Lingyuan, Western Liaoning and its neighboring southern Nei Mongol (Inner Mongolia), China. In: Vertebrata Palasiatica. Kexue Chubanshe, Beijing 38.2000,2, S. 81-99. ISSN 1000-3118
- Zhong-He Zhou, Paul M. Barett, Jason Hilton: An exceptionally preserved Lower Cretaceous ecosystem. In: Nature. Macmillan Jounals, London 421.2003, S. 807-814. ISSN 0028-0836
- Dalsätt, J.; Zhou, Z.; Zhang, F. & Ericson, Per G. P. (2006). Food remains in Confuciusornis sanctus suggest a fish diet. Naturwissenschaften 93 (9): 444–446. DOI 10.1007/s00114-006-0125-y (HTML abstract)
- Hou, L.; Zhou, Z.; Gu, Y. & Zhang, H. (1995). [Description of Confuciusornis sanctus]. Chinese Science Bulletin 10: 61-63.
- Hou, L.-H.; Zhou, Z.; Martin, L.D. & Feduccia, A. (1995): A beaked bird from the Jurassic of China. Nature 377: 616-618. DOI 10.1038/377616a0 (HTML abstract)
- de Ricqlès, A.J.; Padian, K.; Horner, J.R.; Lamm, E.-T. & Myhrvold, N. (2003): Osteohistology of Confuciusornis sanctus (Theropoda: Aves). Journal of Vertebrate Paleontology 23 (2): 373–386. DOI:10.1671/0272-4634(2003)023[0373:OOCSTA]2.0.CO;2 estratto HTML
- Mayr, G.; Pohl, B. & Peters, D. S. (2005). A well-preserved Archaeopteryx specimen with theropod features. Science 310 (5753): 1483-1486. DOI 10.1126/science.1120331 (extracte HTML) Supporting Online Material
- Senter, Phil (2006): Scapular orientation in theropods and basal birds, and the origin of flapping flight. Acta Palaeontologica Polonica 51 (2): 305–313. testo completo PDF[collegamento interrotto]
- Zhou, Z. & Zhang, F. (2003): Jeholornis compared to Archaeopteryx, with a new understanding of the earliest avian evolution. Naturwissenschaften 90: 220–225. testo completo PDF[collegamento interrotto]